# Johann Gerhard Hofmann
Johann Gerhard Hofmann (auch Johann Gerhard Hofmann zum Spiegel) (* 5. April 1757 in Memmingen; † 14. Juli 1822 in Frankfurt am Main) war ein Handelsmann und Politiker der Reichsstadt bzw. Freien Stadt Frankfurt.
Johann Gerhard Hofmann war seit 1781 Bürger in Frankfurt am Main, wo er bis 1817 Inhaber des Handelshauses „Johann Gerhard Hofmann zum Spiegel in der Saalgasse, in Specereyen, Oel und Taback, wie auch die Niederlage von der hochfürstlich-hessischen Spiegel- und Scheibenglasfabrique“ war. Großherzog Carl Theodor von Dalberg ernannte ihn zum Kommerzienrat und geheimen Finanzrat. Von 1808 bis 1816 war er Senior der neu gegründeten Frankfurter Handelskammer, 1811 Vizepräsident der Frankfurter Handelskammer und von 1815 bis 1816 Senior des Handlungsvorstands.
1792 wurde er Mitglied des 51er-Kollegs bzw. der Ständigen Bürgerrepräsentation, seit 1806 war er dort Senior und Kassenführer. Von 1816 bis 1822 war er als Senator Mitglied im Senat der Freien Stadt Frankfurt.